# Absorberad dos
Absorberad dos är en storhet som anger hur stor mängd joniserande strålning ett föremål eller en kropp tagit emot. Absorberad dos mäts i enheten gray (1 gray = 1 J/kg) och utgörs av mängden strålningsenergi per massenhet som absorberats i föremålet. Absorberad dos är en rent fysikalisk storhet som inte tar hänsyn till de biologiska effekterna av strålningen i de fall det råkar vara en människa som bestrålats. För att ta hänsyn till olika strålslags biologiska effekt finns storheten ekvivalent dos och för att ta hänsyn till olika vävnaders strålningskänslighet finns storheten effektiv dos.

## Webbkällor
- Strålsäkerhetsmyndigheten - Fakta om strålning
- Strålsäkerhetsmyndigheten - Författning SSMFS 2008:51